# Поташня (Межанский сельсовет)
Поташня (белор. Паташня) — деревня в Городокском районе Витебской области Белоруссии. Входит в состав Межанского сельсовета.
Находится примерно в 10 км к западу от более крупной деревни Межа.

## Население
- 1999 год — 47 человек
- 2010 год — 22 человека[3]
- 2019 год — 10 человек[1]

## Достопримечательность
- Латышский молитвенный дом начала XX века. Рядом латышское кладбище. Захоронения XIX — начала XX века.